# Kazalište u 1954.
◄◄ | ◄ | 1951. | 1952. | 1953. | 1954.  | 1955. | 1956. | 1957. | ► | ►►
Arhitektura • Astronautika • Astronomija • Biologija • Film • Fotografija • Glazba • Kazalište • Kemija • Kiparstvo • Knjige • Književnost • Kršćanstvo • Meteorologija • Medicina • Planinarstvo • Politika • Pravo • Promet • Slikarstvo • Strip • Šport • Televizija • Znanost • Zrakoplovstvo • Željeznički promet
Kazalište u 1954.

## Hrvatska i u Hrvata

### Rođenja
- 12. veljače – Miljenka Androić, hrvatska kazališna, televizijska i filmska glumica

## Vanjske poveznice
|  | Zajednički poslužitelj ima još gradiva o temi Kazalište u 1954. |